# Crypsirina
Genre
Le genre Crypsirina regroupe deux espèces de passereaux appartenant à la famille des Corvidae.

## Liste des espèces
D'après la classification de référence du Congrès ornithologique international (ordre phylogénique) :
- Crypsirina temia (Daudin, 1800) — Témia bronzée
- Crypsirina cucullata Jerdon, 1862 — Témia à collier